# Młyn (Stolec)
Młyn – część wsi Stolec w Polsce, położona w województwie łódzkim, w powiecie sieradzkim, w gminie Złoczew. Wchodzi w skład sołectwa Stolec.
W latach 1975–1998 Młyn  administracyjnie należał do województwa sieradzkiego.